# Néopaganisme

Symboles de plusieurs religions néopaïennes :
Slaves • Celtique • Germanique •
Grecque • pentagramme • Rome •
Wicca • Égyptienne • Mésopotamienne

Le néopaganisme est un mouvement de résurgence du paganisme antique, influencé par l'apport de religions polythéistes extra-européennes, le folklore européen, l'ésotérisme et la sorcellerie[réf. nécessaire].
C'est essentiellement à partir de la fin du XIXe siècle que cette mouvance religieuse commence à prendre forme, sous l'influence du Mouvement völkisch allemand, associant alors nationalisme et mysticisme. Toutefois, elle prend de nombreuses voies, parfois différentes dans leur inspiration, tels les néopaganismes les plus connus que sont le néodruidisme et la Wicca.
Depuis la fin du XXe siècle, le phénomène est de plus en plus connu du public, poussé par la vague du retour à la terre et du New Age. Il est surtout répandu dans les pays nordiques, les pays celtiques et anglo-saxons, mais fait de plus en plus d'adeptes en Europe orientale et dans certains[Lesquels ?] pays latins. On estime entre 200 000 et 300 000 le nombre de païens aux États-Unis.
Selon des estimations convergentes[réf. nécessaire], au niveau mondial, le néopaganisme déclaré concernerait 250 000 personnes en 2000 et 1 000 000 personnes en 2020, mais les multiples appartenances provisoires sont possibles.

## Caractéristiques
Le néopaganisme se réfère au paganisme ancien, de l'antiquité tardive. Il est, dans certains cas, de nature reconstructionniste. Selon le politologue Stéphane François ou Thibault Isabel, cette spiritualité moderne n'a que très peu à voir avec le paganisme antique et il s’agit d'une réinvention d’une religion qui n’a jamais existé telle quelle.
Il en diffère par son individualisme et surtout par son absence de distinction entre sacré et profane, ou la redéfinition de cette distinction.
Il peut être considéré comme un héritier du panthéisme du XVIIe siècle.
Le néopaganisme a également été présent en Europe entre 1870 et 1940, quelquefois doublé de nationalisme.
Il s'oppose à une ou des religions réputées révélées (christianisme, islam, etc.), particulièrement en raison de la déchristianisation relative, en Europe occidentale, depuis 1789 puis 1840.

## Principaux mouvements

### Une diversité liée aux origines
Le néopaganisme comporte différents mouvements dont la nature et la répartition géographique sont liées à celles des religions anciennes dont il s'inspire. L'Odinisme, lié à l'ultra-droite[réf. souhaitée] ou l'Ásatrú, qui en est la branche modérée[réf. souhaitée] sont toutes deux fondées sur la mythologie nordique, présents dans les pays nordiques, tandis que le néodruidisme est implanté dans les anciens pays celtiques et le monde anglo-saxon. L'hellénisme ou dodécathéisme est fondé sur la religion grecque antique et Nova Roma sur la religion de la Rome antique. La Wicca, reprenant quelques éléments du folklore anglo-saxon, s'est d'abord diffusée en Grande-Bretagne puis au Canada et les États-Unis.
Certains analystes, comme Wouter Hanegraaff, estiment que le New Age a également une composante néopaïenne. Cette position est discutée ; en effet s'il y a des points communs tels que l'importance accordée à la magie ou à l'harmonie avec la nature, les mouvements comportent aussi des différences marquantes. Le néopaganisme du type ethnico-religieux tel que le néodruidisme ou Ásatrú se réfère à des religions locales ; ces références ethniques sont absentes du New Age, syncrétisme universaliste. Celui-ci serait plus proche de la Wicca, autre assemblage de références éclectiques prônant des valeurs féministes et écologistes.
Selon Reender Kranenborg (en), le néopaganisme se distingue en outre par sa croyance en des divinités concrètes, et une perception différente de l'autre monde : les idées de réincarnation ou d'attente d'une ère messianique répandues dans le New Age lui sont étrangères.

### Néodruidisme
Le néodruidisme, dont les premiers mouvements apparaissent en Angleterre au XVIIIe siècle, relève des premières manifestations de la mouvance néopaïenne.
Il promeut l'harmonie avec la nature, souvent au travers d'une forme de culte de la nature. C'est un mouvement essentiellement présent dans le monde anglo-saxon et en Europe dans les pays anciennement celtisés.
Notamment dans les pays restés les plus celtiques (Grande-Bretagne et Irlande), des lettrés recréèrent les gorseddau, mot gallois pour désigner les assemblées de druides, de bardes et de ovates qui arrivèrent bientôt en Bretagne et aux États-Unis.
Ces nouveaux druides n'ont pas de continuité avec les druides d'avant l'ère chrétienne. En outre, les Gorseddau ne se considèrent nullement comme relevant du néopaganisme. D'ailleurs, plusieurs ecclésiastiques de haut rang ont été élus à la tête de la gorsedd de Galles. Par ailleurs, la reine Élisabeth II a été reçue à la gorsedd de Galles sous le nom d'Elizabeth of Windsor. La gorsedd de Bretagne se définit comme une société de pensée.

### Wicca
La Wicca est parfois considérée comme une religion, parfois davantage comme une philosophie. Elle inclut des éléments que l'on peut trouver dans nombre de croyances telles que le chamanisme, le druidisme, et les mythologies gréco-romaine, slave, celtique et nordique. Ses adeptes, les wiccans, prônent le culte de la nature, qu'ils dénomment « l'Ancienne Religion ».

## Néopaganisme et politique
Le néopaganisme regroupe aujourd'hui de nombreuses tendances hétérogènes dont les divergences sur le plan politique sont souvent notoires.
Il existe un néopaganisme de droite, voire d'extrême droite comme dans le cas de l'association française Terre et Peuple ou de celui du GRECE. De même, le nazisme peut influencer certains mouvements qui se disent "germanistes", surtout présents aux USA, et qui rejettent le christianisme, considéré comme une secte du judaïsme (Jésus était Juif) .
Il existe également beaucoup d'associations néopaïennes de tendance démocratique et quelquefois de sensibilité de gauche ou du centre, comme l'association française Pharia ainsi que les groupes "Semat Ankhti" (kémitisme) et "Agora" (hellénisme).
Aux États-Unis, des mouvements comme la Wicca, sont plutôt d'une sensibilité de gauche, soutenant des valeurs égalitaires, féministes et écologiques.
Ainsi, on peut aussi parler de néopaganisme de gauche, écologiste ou de tendance altermondialiste.

### Culte des ancêtres
L'intercession des esprits des ancêtres est revendiquée dans des pratiques anciennes : culte des ancêtres, fête des morts, mais aussi dulie (culte des saints).
La vénération des ancêtres est particulièrement importante en Chine (religion traditionnelle chinoise), aux Philippines, au Vietnam, en Austronésie.

### Divinité nationale
Des groupes ethno-religieux et/ou ethno-linguistiques se sont constitués depuis très longtemps, et peuvent tenir à revendiquer leur ethnicité et/ou à préserver certaines spécificités : Juifs, Samaritains, Druzes, Yézidis, Karaïmes, Alaouites, Alévites, Yârsânistes, Mandéens, Zoroastriens, Sikhs, Maronites, Huttérites, Amish, Mormons, Coptes, Setos, etc.
Certains groupes se sont établis en État(s) indépendant(s), et ont défini un dieu national (en) souvent religieusement exclusif.
Une figure allégorique nationale peut contribuer à une forme d' identité nationale, de patriotisme et/ou de nationalisme, avec ou sans dérive : Marianne, coq gaulois, Helvetia, Mère Russie, Britannia, Germania, Bharat Mata (Mère Inde). La politisation permet une forme de nationalisme religieux.
Dans différents pays, les textes fondamentaux comprennent des références constitutionnelles à Dieu, à la manière de la devise américaine In God We Trust.
La France se réfère souvent à la laïcité et à la loi de séparation des Églises et de l'État de 1905.
Le Québec a sa loi sur la neutralité religieuse et sa loi sur la laïcité de l'État.
Le Traité établissant une constitution pour l'Europe (TECE, 2004) a occasionné un débat sur la nécessité ou non d'y faire référence explicite à un héritage chrétien.
L'histoire, antique tout comme moderne et contemporaine, connaît régulièrement des périodes de politologie des religions : totémisme, absolutisme, théocratie, droit divin, culte impérial, culte de la personnalité.

## Mouvements néopaïens

### Ésotérisme occidental moderne (1600-1950)
L'ésotérisme serait d'abord un enseignement, hérité de traditions antiques, réservé à des initiés. Diverses tentatives ont essayé de le promouvoir.
L'illuminisme des 17e et 18e siècles av. J.-C., se réfère à Jakob Böhme (1575-1624).
Dans le domaine français, il s'étend grâce à Antoinette Bourignon (1616-1680) et Pierre Poiret (1646-1719).
Il se développe ensuite dans la Naturphilosophie romantique allemande.
L'occultisme connaît de nombreuses figures flamboyantes, ici françaises : Éliphas Lévi (1810-1875), Joséphin Peladan (1858-1918), Papus (1865-1916). Le mouvement Rose-Croix semble encore actif. L'Ordre hermétique de l'Aube dorée (1888-1905) a été réapproprié.
Il semble désormais redéfini dans diverses para-sciences ou sciences occultes.
Le spiritualisme moderne anglo-saxon, inspiré par Emanuel Swedenborg (1688-1772) et les enseignements de Franz-Anton Mesmer (1734-1815) sur le magnétisme animal, initié par Andrew Jackson Davis (1826-1910) : médium, clairvoyance (rétrovision et précognition).
Le courant est popularisé par les sœurs Kate et Margaret Fox en 1848, et reste actif surtout de 1840 à 1920.
L'Église spiritualiste est une des organisations du spiritualisme moderne encore actives.
Le spiritualisme moderne serait initié par Allan Kardec (1804-1869) à partir de 1857, sous l'appellation de spiritisme.
La théosophie, une des suites du mouvement, est un syncrétisme qui prétend faciliter l'accès à la tradition primordiale, à la philosophie éternelle.
Helena Blavatsky (1831-1891), Henry Steel Olcott (1832-1917), William Quan Judge (1851-1896) et quelques autres fondent la Société théosophique en 1875 : Annie Besant (1847-1933), Charles Webster Leadbeater (1854-1934), Alice Bailey (1880-1949).
Après la néo-théosophie (en), la Loge unie des théosophes, créée en 1909, est supposée retrouver l'inspiration théosophique première.
Du gnosticisme antique, apparaissent christianisme ésotérique, kabbale chrétienne, martinisme, Thelema (1904, Aleister Crowley), Cosmiques (Munich, 1900), adonisme (en) (1925, Franz Sättler). L'anthroposophie de Rudolf Steiner (1861-1925) en est un des aboutissements les plus répandus : société anthroposophique universelle (1912).
Issu de l'ésotérisme germanique (en) (1880-1945) (Révolution conservatrice (Weimar), Mouvement völkisch, Défense spirituelle, Helvétisme, Mouvement de la foi allemande, le mysticisme nazi, sous les aspects d'ariosophie (Jörg Lanz von Liebenfels (1874-1954)) et d'armanisme (Guido von List (1848-1919)), irrigue une partie du pangermanisme, de la Société Thulé et du Parti ouvrier allemand (DAP, ancêtre du NSDAP).
Nouvelle Acropole (1957), initiée par Jorge Ángel Livraga Rizzi (1930-1991) serait le plus récent rameau théosophique connu.
La sorcellerie traditionnelle occidentale est représentée par diverses tendances, dont le cochranianisme (en) (Robert Cochrane (en) (1931-1966)).

### Syncrétismes néo-païens contemporains
Dans les années 1950 émergent deux nouveaux mouvements religieux syncrétiques : Wicca et New Age.
L'ésotériste Gerald Gardner (1884-1964), dans les années 1945-1950, participe, en coven, à une redécouverte de la sorcellerie médiévale, héritière supposée du paganisme antique. La sorcellerie n'est plus hors la loi au Royaume-Uni en 1951. Le Livre des Ombres (1953, Book of Shadows, Liber Umbrarum), reprise du  Ye Book of Ye Art Magical (1948) est à l'origine du mouvement Wicca : Gardnérianisme, Xandrianisme (Alexander Sanders,(1926-1988)), Dianisme (Zsuzsanna Budapest) (1940-)), Rites de passages de la Wicca, Litha (solstice d'été).
Le New Age se veut nouveau paradigme de réenchantement du monde :
- Channeling, Développement personnel, Hypothèse Gaïa, Ère du Verseau,
- Communautés New Age (en),
- Huna (en),
- Figures tutélaires : Alice Bailey (1880-1949), Dane Rudhyar (1895-1985), Jane Roberts (1910-1981), Eileen Caddy (1917-2006), Jane Roberts (1929-1984)

### Reconstructionnisme
Par la notion de reconstructionnisme religieux, on entend la réinvention de pratiques religieuses, majoritairement par des groupes d'individus espérant retrouver collectivement une partie de leur enracinement culturel et linguistique, d'avant certaine mondialisation.
À la fin du xxe siècle, avec la dislocation de l'URSS, la Fin de l'histoire, Le Choc des civilisations, un réenchantement du monde paraît possible, ouvrant un marché religieux multiple, témoignage d'un dynamisme spirituel accentué par la médiatisation.
Le reconstructionnisme s'applique aussi à des religions révélées établies : Reconstructionnisme chrétien (Rousas Rushdoony, Greg Bahnsen, Gary North, etc.), Judaïsme reconstructionniste (Mordecai Kaplan, Sandy Eisenberg Sasso…). Les différents fondamentalismes sont apparentés au reconstructionnisme. Ainsi, diverses tendances du christianisme évangélique moderne peuvent pratiquer anathème, excommunication, exclusion sociale.

#### Amérique
- Néopaganisme aux États-Unis (en),
- Néopaganisme sumérien et sémitique (ou Zuisme),
- Free Spirit Alliance (en),
- Radical Faeries,
- Feraferia (en) (1967),
- Mouvement de la Déesse (en) (1970 ?),
- Stregheria (en) (1970 ?).

#### Europe
- Nord-ouest européen
  - Néodruidisme, Druid Order (1717 et 1909), Ancient Order of Druids (1781), United Ancient Order of Druids (1833), Church of the Universal Bond (en) (1912)
  - Néopaganisme celtique (en),
  - Néopaganisme au Royaume-Uni (en), Paganisme anglo-saxon, wodénisme,
  - Zuisme,
  - Tradition Feri,
  - Handfasting (néopaganisme),

- Sud-ouest européen
  - Nova Roma, basée sur la religion de la Rome antique,
  - Via romana agli dei (Italie),
  - Fédération de Damanhur (Italie),
  - Église du Peuple Guanche (San Cristóbal de La Laguna, Tenerife, Canaries, Espagne, 2001).

- Nord-est européen
  - Viking revival (en)
  - Ásatrú, néopaganisme scandinave ou nordique, Swedish Forn Sed Assembly (en) (1994)
  - Mouvements néo-völkisch (en)
  - Néopaganisme en Europe germanophone (en),
  - Heathenry (new religious movement) (en), éténisme, néopaganisme germanique contemporain, Fraternité Odin (en),
  - Armanisme, et Ariosophie,
  - Religion nordique ancienne, Ásatrú et Odinisme basés sur la mythologie nordique,
  - Sarmatisme (Pologne),
  - Zadruga (mouvement) (en) (1937, Pologne),
  - Native Polish Church (en) (Pologne, 1995),
  - Néopaganisme finnois,
  - Dievturība, fondé sur la mythologie lettone,
  - Druwi, fondé sur la mythologie lituanienne,
  - Rodnovérie, basée sur la mythologie slave,
  - Cosmisme (Russie, années 1880),
  - Roerichisme (en) ou Rerikhisme, Éléna Roerich (1879–1955), Nicolas Roerich (1874–1947), Agni yoga,
  - Ivanovisme (en) (Russie, 1930c),
  - Védisme de Saint-Petersbourg (en),
  - Authentisme (en) (Russie, 1984),
  - Bazhovisme (en) (Russie-Oural, 1990c),
  - Anastasianisme (en) (Russie, 1997),

- Sud-est européen
  - Hellénisme ou Dodécathéisme, basée sur la religion grecque antique, Savitri Devi (Grèce),
  - Rodnovérie, basée sur la mythologie slave (Serbie, Macédoine),
  - Zalmoxianisme, basée sur l'ancienne mythologie dace (s’apparentant à l'animisme et au druidisme),
  - Foi autochtone hongroise (en), Ősmagyar Vallás, basée sur l'ancienne religion des Magyars,
  - Protochronisme en Roumanie, Gebeleizis,

#### Proche-Asie et Eurasie
- Natib Qadish, zuisme sémitique, basée de les religions du Proche-Orient ancien,
- Vattisen Yaly, basée sur l'ancienne religion des Tchouvache (proche du Tengrisme), peuple d'origine turque,
- Marla, religion des Maris ou Tchérémisses (Finnois de la Volga, Haute Volga, Russie),
- Néopaganisme ouralien (en),
- Néopaganisme au Caucase (en),
- Ætsæg Din, basée sur l'ancienne religion des Ossètes,
- Xabze adyghe (en) (Circassiens, Adyghéens, Caucase du nord-ouest),
- Hétanisme (en Arménie),
- Tsékhakronisme (Garéguine Njdeh(1886-1955)) (en Arménie).

#### Australie
- Néopaganisme en Australie (en)

#### Egypte et Afrique du nord
- Kémitisme, basée sur la religion égyptienne antique ,
- Orthodoxie Khémite (1988).
- Église du Peuple Guanche, néopaganisme canarien.

### Jeux de rôles?
Par certains aspects cultuels manifestes[réf. nécessaire] parce que (très) minoritaires et/ou communautaires, la reconstitution historique (Historical reenactment), du moins en ce qui concerne une cérémonie religieuse ou une fête païenne (à la façon de la célébration des solstices), s'apparente à une forme sérieuse de jeu de rôle grandeur nature (GN), à une performance artistique, à un psychodrame ou à un sociodrame, quelle qu'en soit l'authenticité (revendiquée). Il s'agit également d'acte de foi ou de croyance de vecteur(s) d'une spiritualité.
Les nouveaux mouvements religieux, de toute catégorie, sont souvent suspectés de possibles dérives sectaires. En France, Commissions d'enquête parlementaires sur les sectes en France et MIVILUDES (Mission interministérielle de vigilance et de lutte contre les dérives sectaires) observent le paysage religieux, même si les caractérisations sont difficiles à établir : Typologie webero-troeltschienne, Fédération européenne des centres de recherche et d'information sur le sectarisme.
L’histoire vivante est le nom donné à la représentation des mondes de la vie historiques par des personnes dont les vêtements, l'équipement et les objets d'usage quotidien correspondent le plus fidèlement possible en termes de matériaux et de style à l'époque représentée. La présentation peut avoir lieu dans un cadre privé ou lors d'événements publics. Un musée archéologique en plein-air est adapté pour des scénarisations d'Histoire du quotidien ou d'Histotainment.
L'archéologie expérimentale permet de tester des hypothèses techniques ou technologiques (British Alpine Hannibal Expedition (1959), Guédelon (1997-), Chantier médiéval de la Sogne (2009-), Campus Galli (2013-), etc.). Une archéo-spiritualité, certes expérimentale, n'autorise guère de démarche scientifique, dont l'authenticité, la reproductibilité, la vérifiabilité d'hypothèses spirituelles (collectives ou individuelles). La sincérité dans la redécouverte, restauration ou réinvention, de traditions (profanes ou sacrées) peut être attendue d'abord des populations des peuples autochtones : croyances, tenues, postures, prières, chants, danses, rites, cérémonies, modes de vie, langues.
- Liste des événements de reconstitution historique (en), War and Peace Revival (en) (show de véhicules militaires)
- Liste de festivals et d'événements néo-païens (en)
- Liste des attractions touristiques offrant une reconstitution (en)
- Complexe de loisirs, Parc de loisirs, dont Puy du Fou, La Cinéscénie
- Tourisme religieux, Tourisme chamanique
- Appropriation culturelle
- Protochronisme, Ethnogenèse, Pseudohistoire, Fakelore
- Néo-tribalisme
- Jeu de rôle, costume, masque, déguisement, panoplie